# Aruba na Letnich Igrzyskach Olimpijskich 1996
Arubę na Letnich Igrzyskach Olimpijskich 1996 reprezentowało 3 zawodników, byli to sami mężczyźni.

## Kolarstwo
- Lucien Dirksz - kolarstwo szosowe, wyścig ze startu wspólnego - nie ukończył

## Lekkoatletyka
- Miguel Janssen - bieg na 200 m - 77. miejsce

## Podnoszenie ciężarów
- Junior Faro - do 76 kg - 21. miejsce